# Siebe Thissen
Sybrand Johannes Josephus Maria (Siebe) Thissen (1960) is een Rotterdamse historicus en filosoof.   
Als hoofd Beeldende Kunst & Openbare Ruimte (BKOR) was hij tot 1 januari 2022 werkzaam bij de stichting CBK Rotterdam (Centrum Beeldende Kunst Rotterdam).  
Thissen studeerde in 1990 af in maatschappijgeschiedenis aan de Erasmus Universiteit Rotterdam op een scriptie over de katholieke priester Ludo Gompertz en de eerste gemeenschap van katholieke migranten op Rotterdam-Zuid (1870-1890). Van 1992 tot 2000 was hij als onderzoeker in opleiding in het kader van het NWO-project 'De Nederlandse cultuur in Europese context' verbonden aan de faculteit Wijsbegeerte van de Erasmus Universiteit Rotterdam. Op 9 juni 2000 promoveerde hij bij Michael Petry in de geschiedenis van de wijsbegeerte op het proefschrift De Spinozisten. Wijsgerige beweging in Nederland (1850-1907), een dissertatie over de receptie van de denkbeelden van Spinoza in Nederland in de tweede helft van de negentiende eeuw. 
Hij schreef verschillende boeken en publiceerde artikelen, onder meer in Trouw voor de rubriek Letter & Geest. Zijn filosofische artikelen verschenen onder meer in de tijdschriften Geschiedenis van de wijsbegeerte in Nederland, Krisis, Filosofie Magazine en Wijsgerig perspectief op maatschappij en wetenschap. Tevens schreef hij over popcultuur, underground en avant-garde, (co)publiceerde de fanzines Mba Kajere en Not Fussed!, en maakte met Dr. Auratheft internet-radio.
Van 1 januari 2000 tot 1 januari 2022 werkte hij bij het Centrum Beeldende Kunst Rotterdam, als hoofd Beeldende Kunst & Openbare Ruimte (BKOR). Hij was verantwoordelijk voor het realiseren en beheren van de collectie kunstwerken en monumenten in de openbare ruimte van Rotterdam en schrijft met enige regelmaat over kunst en de stad. Zie bibliografie en ook www.bkor.nl
Thissen ontving in 2018 voor zijn boek Beelden. Stadsverfraaiing in Rotterdam sinds 1940 de dertiende mr. Jacques Dutilhprijs en een beeldje van Joep van Lieshout.
Sinds 2022 is hij werkzaam als zelfstandig historicus, onderzoeker en adviseur in de culturele sector.